# Valērijs Šabala
Valērijs Šabala (ur. 12 października 1994 w Rydze) – łotewski piłkarz grający na pozycji napastnika. Reprezentant Łotwy.

## Życiorys

### Kariera klubowa
Profesjonalną karierę piłkarską rozpoczął w klubie FK Daugava. W 2010 roku trafił do drużyny JFK Olimps, a od początku 2011 roku był zawodnikiem Skonto FC. W styczniu 2014 roku podpisał czteroletni kontrakt z belgijskim klubem Club Brugge, ale do czerwca pozostał w Skonto. W sierpniu 2014 wypożyczono go do cypryjskiego klubu Anorthosis Famagusta. Z kolei w styczniu 2015 został wypożyczony do czeskiego FK Jablonec. 28 sierpnia 2015 zostaje po raz kolejny wypożyczony, tym razem do polskiego klubu Miedź Legnica. Następnie został wypożyczony do klubów: 1. FK Příbram, słowackiego DAC 1904 Dunajská Streda i Riga FC. 4 sierpnia 2017 podpisał dwuletni kontrakt z Podbeskidzie Bielsko-Biała. 
27 czerwca 2019 podpisał umowę z Miedzią Legnica, którą już reprezentował w 2015. 24 kwietnia 2020 rozwiązał kontrakt z klubem, za porozumieniem stron.        

### Kariera reprezentacyjna
Był reprezentantem Łotwy w kategoriach: U-16, U-17, U-18, U-19 i U-21.
W reprezentacji Łotwy zadebiutował 24 maja 2013 na stadionie Chalifa (Doha, Katar) w towarzyskim meczu przeciwko Katarowi. Na boisku przebywał do 74 minuty meczu.

## Statystyki

### Reprezentacyjne
Stan na 7 czerwca 2013
| Mecze i gole w reprezentacji | Mecze i gole w reprezentacji | Mecze i gole w reprezentacji | Mecze i gole w reprezentacji | Mecze i gole w reprezentacji | Mecze i gole w reprezentacji | Mecze i gole w reprezentacji |
| 2013                         | 2013                         | 2013                         | 2013                         | 2013                         | 2013                         | 2013                         |
| ---------------------------- | ---------------------------- | ---------------------------- | ---------------------------- | ---------------------------- | ---------------------------- | ---------------------------- |
| 1.                           | 24.05.2013                   | Doha, Katar                  | Katar                        | 1:3                          | 0                            | towarzyski                   |
| 2.                           | 28.05.2013                   | Duisburg, Niemcy             | Turcja                       | 3:3                          | 2                            | towarzyski                   |
| 3.                           | 07.06.2013                   | Ryga, Łotwa                  | Bośnia i Hercegowina         | 0:5                          | 0                            | El. MŚ 2014                  |

## Sukcesy

### Klubowe
Skonto Ryga
- Zdobywca drugiego miejsca w Virslīga: 2012, 2013
- Zdobywca Pucharu Łotwy: 2011/2012
- Zdobywca drugiego miejsca w Pucharze Łotwy: 2013/2014
- Triumf w Baltic League: 2010/2011
- Zdobywca drugiego miejsca w Superpucharze Łotwy: 2013

FK Jablonec
- Zdobywca drugiego miejsca w Pucharze Czech: 2014/2015

Riga FC
- Zdobywca drugiego miejsca w Pucharze Łotwy: 2016/2017

### Reprezentacyjne
Łotwa
- Zdobywca Baltic Cup: 2014, 2016, 2018

### Indywidualne
- Król strzelców I ligi: 2018/2019 (12 goli)